# Ixhuatán (kommun)
Ixhuatán är en kommun i Mexiko.   Den ligger i delstaten Chiapas, i den sydöstra delen av landet, 700 km öster om huvudstaden Mexico City.
Följande samhällen finns i Ixhuatán:
- Ixhuatán
- Ignacio Zaragoza
- Santa Anita
- San Miguel
- Pojayal 2da. Sección
- Emiliano Zapata
- El Cimiento
- El Majagual
- Loma de Caballo
- El Zapote
- El Caracolar
- El Mirador
- El Cacaté
- Pojayal Buenavista
- Agua Azul